# Die Uhr des Grauens
Die Uhr des Grauens (Originaltitel: La casa nel tempo, internationaler Titel: The House of Clocks) ist ein italienischer für das Fernsehen produzierter Horrorfilm von Regisseur Lucio Fulci aus dem Jahr 1989.
Der Film wurde ursprünglich vom italienischen Sender Reteitalia (heute: Mediaset) und der italienischen Filmproduktionsgesellschaft Dania Film als Teil der lose verknüpften Filmreihe „Le case maledette“, die Werke wie Das Haus des Bösen und Ghosthouse 3 – Haus der verlorenen Seelen sowie Ghosthouse 4 – Haus der Hexen des Regisseurs Umberto Lenzi umfasst, produziert. Aufgrund der Gewaltdarstellung wurde die Genreproduktion jedoch nicht im italienischen Fernsehen uraufgeführt, sondern direkt auf VHS vermarktet.

## Handlung
Der ältere Victor, ein Uhrensammler mit einem gewaltigen Bestand an historischen wie auch zeitgenössischen Exponaten, bewohnt mit seiner Ehefrau eine abgelegene Villa in einer einsamen Gegend. Das ehrwürdige Anwesen beherbergt eine Vielzahl seiner Uhren und wird neben dem älteren Pärchen von einem einäugigen Gärtner Peter und der biederen Haushälterin Maria bewohnt. Nach außen hütet das seltsame Ehepaar jedoch ein schreckliches Geheimnis, nämlich die sterblichen Überreste ihres Neffen samt Ehefrau, die sie fürsorglich in einer Kapelle unter ihrem Haus aufbewahren. Zuvor töteten sie gemeinschaftlich ihre jungen Verwandten, da sie ihrer Ansicht nach, nicht die Zuneigung erwiderten, die ihnen ihre vermögenden Angehörigen entgegenbrachten – sie waren nur an ihrem Geld interessiert. Das sonderliche Paar ging dabei erstaunlich skrupellos vor und tötet seitdem alle Personen, die von ihrem Geheimnis wissen, so auch Maria.
Kurze Zeit später beschließt eine Gruppe befreundeter Jugendlicher in die Villa des bekannten kinderlosen Sammlerpaares einzubrechen. Unter falschem Vorwand betreten sie das Haus, als die Situation eskaliert, und es schließlich zu einem Handgemenge kommt. Die Jugendlichen töten dabei in Notwehr den Handwerker bzw. Gärtner Peter sowie die alten Herrschaften. Mit dem Tod des Hausherrn bleiben jedoch alle Uhren im Haus plötzlich stehen und beginnen rückwärts zu laufen. Mit den Uhren läuft auch die Zeit unaufhaltsam rückwärts. Da sie jedoch das Anwesen zur nächtlichen Stunde wegen der allgegenwärtigen Wachhunde nicht verlassen können, beschließen sie die Nacht im Haus zu verbringen. Doch bald wird die Gruppe von unheimlichen Phänomenen heimgesucht, sowie vom wiederauferstanden alten Ehepaar verfolgt, die nun blutige Rache an ihren Mördern nehmen will.
Paul wird als Erster mit den scheinbar Toten konfrontiert, die sich brutal an ihm rächen und ihn tödlich verletzen. Gleiches Schicksal widerfährt Tony, der von der auferstandenen Maria gepfählt wird. In ihrer Not flieht Diana in die unterirdische Kapelle, wo die aufgebahrten Leichen ebenfalls auferstehen, und ihr zu Hilfe eilen. Sie töten Peter, so wie das grausame Ehepaar, während Diana in Ohnmacht fällt.
Als Diana wieder zu sich kommt, ist sie mit ihrem Freund Tony und Paul vereint. Das Trio ist zufrieden und glücklich, gleichzeitig auch ein wenig verwirrt, da es zuvor die gleiche surreale Vision im Haus des Uhrsammlers hatte. Die Geschehnisse werden jedoch halluzinogenen Drogen zugeschrieben, die die Gruppe vorher kollektiv einnahm. Dennoch beschließen sie vom Einbruch abzusehen und sich mit ihrem Fahrzeug vom unheimlichen Areal zu entfernen. Auf ebendieser Fahrt verunglücken die drei Insassen tödlich, als sie durch eine zuvor gequälte Katze aufgeschreckt werden und dabei die Kontrolle über ihr Auto verlieren.

## Kritiken
„Spannungsarm und ohne – für einen Film von Fulci – nennenswert Aufsehen erregende Gore-Effekte plätschert der Film vor sich hin und kommt dabei gänzlich ohne Atmosphäre oder gar Grusel aus.“